# CocoRosie
CocoRosie es un grupo franco-estadounidense de acid folk formado en el año 2003. Se trata de un dúo formado por las hermanas Bianca (Coco) y Sierra (Rosie) Casady, que produce música mezclando estilos tan variados como son el canto lírico, góspel y pop lo-fi.

## Biografía
El grupo Cocorosie se formó en Francia, pero Sierra, la mayor, nació en Iowa, y Bianca en Hawái. Su madre las llamaba Rosie y Coco respectivamente, y de ahí tomaron sus nombres artísticos. Ambas crecieron separadas y no fue hasta el 2003 que se encontraron en París, cuando comenzaron su andadura artística. 
Estilísticamente se encuentran dentro del indie rock o el folk experimental asociándolas en ocasiones con el movimiento "New Weird America".
Sierra toca la guitarra, el piano, el arpa, canta (a menudo como soprano) y baila. Bianca canta en un falsete peculiar, es la encargada de los sonidos extra, el grupo suele incluir también diferentes sonidos de objetos como sonajeros y juguetes con sonidos de animales, flautas chinas, radiograbadoras, etc. para dar forma personal a su sonido.
Su primer álbum, La Maison de mon rêve, inclasificable, fue grabado en el barrio parisino de Montmartre en su cuarto de baño debido a que la acústica era mejor que en las otras habitaciones. Aprovecharon los ruidos de su entorno, lo que produce una sensación onírica. En un ambiente psicodélico y champán.
El segundo álbum, Noah's Ark, salió en el año 2005 y se realizó con la colaboración de varios de sus amigos con gran talento de la escena  indie-pop-rock. Así pues, Anohni (del grupo Antony and the Johnsons) hizo una aparición digna de mención en el tema Beautiful Boyz. También aparece el nuevo líder de la corriente new-old-folk Devendra Banhart en el tema Brazilian Sun. También aparece en el álbum la magnífica interpretación del rapero francés Spleen en el tema Bisounours.
Por su parte, Sierra Casady abre un paréntesis en esta colaboración en 2006 con la creación del grupo Metallic Falcons con Matteah Baim (el jefe de la discográfica Voodoo-Eros). También hace algunas apariciones con amigos, entre las que destacan las de Anohni y Devendra Banhart.
En 2007, con la salida de su tercer álbum The  Adventures of Ghosthorse and Stillborn, las hermanas Casady se abren a nuevas experiencias y nuevas influencias, conocen nuevos ritmos como el Hip-hop, donde cuenta con la colaboración de su amigo y  beatboxer, Tez. Bajo la forma de un cuento (Wee Willie Winkie, un personaje que siempre andaba en pijama y que era su ídolo durante la adolescencia), Sierra y Bianca se convierten Bloody Twins. Este álbum evoca también ciertos aspectos de la sociedad contemporánea, como el tema Japan, en el que las artistas de procedencia estadounidense, destacan la situación en Irak. Por otro lado, durante su paso por la capital francesa, en Grand Rex, el día de la presentación del álbum, sonó el himno estadounidense un poco distorsionado antes de comenzar con Rainbowarriors. Devendra Banhart, amigo personal de Bianca, vuelve a colaborar con ellas en este álbum como compositor del tema Houses. 
Su sencillo God Has a Voice, She Speaks Through Me fue el último lanzado bajo el sello de Touch & Go Records. Corresponde a un disco vinilo de 7" de edición limitada. En la canción se aprecia con un tinte más electrónico que en los discos anteriores, alejándose un poco de su estilo.
El EP Coconuts, Plenty of Junk Food es una producción propia que sólo fue vendida en los conciertos de fines del año 2009. Las canciones siguen la tendencia de su producción anterior, con más uso de elementos del género electrónico, sobre todo si se contrasta con su primer disco. Cabe destacar que en ese año realizaron una gira por Estados Unidos, su país natal, donde no habían estado en un buen tiempo. 
En 2010, las hermanas lanzaron su álbum Grey Oceans.
 Ha sido lanzado el 30 de abril bajo el sello Sub Pop Records. Según las hermanas Casady, es el cierre de un proceso, no se trata de un regreso al estado inicial de su carrera, sino de un regreso a un sonido más acústico.
Hicieron su retorno a la música en 2013 con el álbum Tales of a GrassWidow. De éste se desprendieron dos sencillos, los cuales fueron "Gravedigress" y "After the Afterlife", ambos con su respectivo video. Obtuvieron un éxito moderado con este álbum.
En 2015 lanzan el álbum Heartache City, grabado en distintos países siendo el principal Argentina. El álbum estuvo liderado por el sencillo "Un Beso", siendo ésta la primera canción del dúo en llevar un título en el idioma español. Ese mismo año, Bianca Casady anunció su primera agrupación, llevando por sobrenombre"Bianca Casady and the C.i.A." y el primer álbum titulado "Oscar Hoks" preparado para ser lazado el 22 de enero de 2016 bajo el sello Atlas Chair/FANTASYmusic. El sencillo líder de este es llamado "Poor Deal".

## Discografía

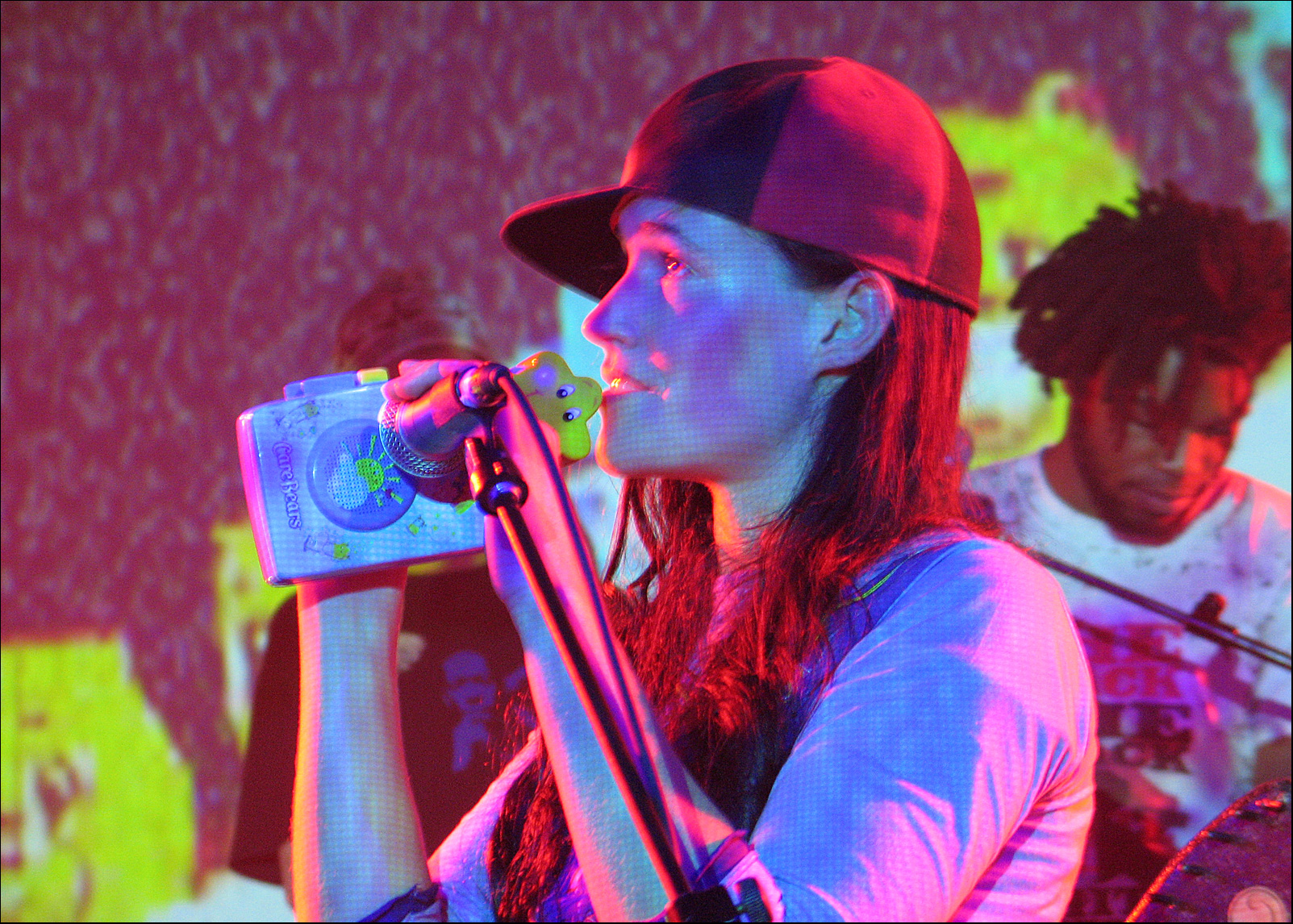
Sierra Casady, componente del grupo CocoRosie

### Álbumes de estudio
- La maison de mon rêve (Touch and Go/Quarterstick Records, 2004)
- Noah's Ark (Touch and Go/Quarterstick Records, 2005)
- The Adventures of Ghosthorse and Stillborn (Touch and Go Records, 2007)
- Grey Oceans (Sub Pop Records, 2010)
- Tales of A GrassWidow (SubPop and Touch & Go Records, 2013)
- Heartache City (City Slang Records, 2015)
- Put the shine on (Marathon Artists, 2020)
- Little Death Wishes (Joyful Noise Recordings, 2025)

### EP
- Beautiful Boyz (EP, Touch and Go/Quarterstick Records, 2004)
- Coconuts, Plenty of Junk Food (EP, lanzamiento independiente, 2009)

### Videos musicales
- 2004: "Noah's Ark"
- 2007: "Rainbowarriors"
- 2008: "God Has a Voice, She Speaks Through Me"
- 2010: "Lemonade"
- 2010: "Gallows"
- 2012: "We Are On Fire"
- 2013: "After the Afterlife"
- 2013: "Child Bride"
- 2013: "Tales Of A GrassWidow"
- 2013: "Gravediggress"
- 2015: "Lost Girls"
- 2020: "Restless"
- 2025: "Cut Stitch Scar"

## Otras páginas de interés
- Wikimedia Commons alberga una galería multimedia sobre CocoRosie.
- MySpace de CocoRosie
- Discografía de CocoRosie en Discogs